# Circo de los Altares
O Circo de los Altares (em português:  Circo dos Altares) é um circo glacial dos Andes Patagônicos, localizada no campo de gelo do sul da Patagónia, onde o Cerro Torre e o Monte Fitz Roy podem ser vistos de seus lados ocidentais. Está localizado dentro da Área em disputa entre o Chile e a Argentina, com a fronteira sendo definida na área norte do local.

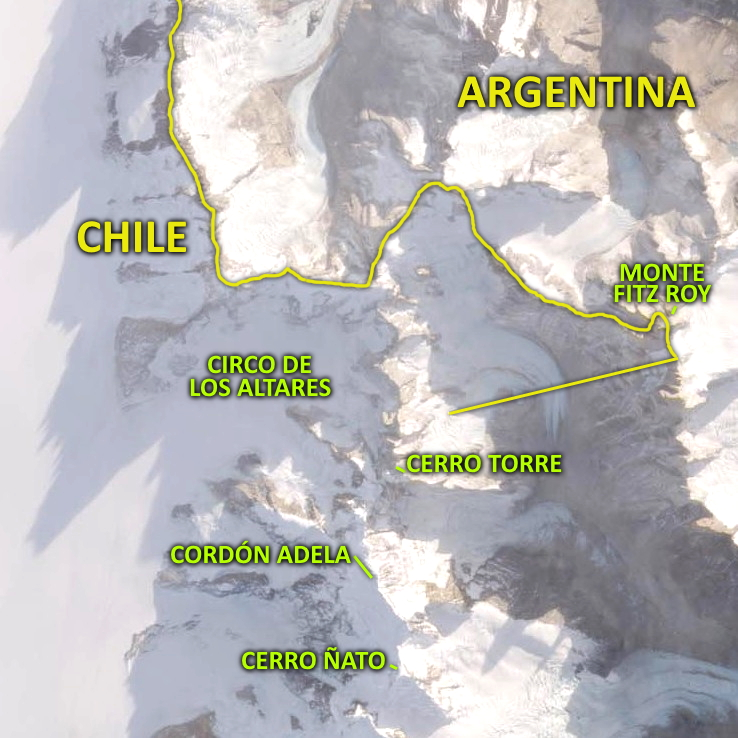
Mapa da área com a fronteira atualmente definida pelos dois países.

Ele está localizado dentro do Parque Nacional Bernardo O'Higgins na Região de Magalhães e Antártica Chilena e na parte argentina (em disputa) no Parque Nacional Los Glaciares na Província de Santa Cruz.
As excursões ao local são feitas a partir da cidade argentina de El Chaltén, passando pelo Paso Marconi até chegar ao local. Também são oferecidas excursões a partir da cidade chilena de Villa O'Higgins.
A leste da Cordilheira da Torre encontra-se o Sítio Natural Cordilheira do Chaltén, que também faz parte do Parque Nacional Bernardo O'Higgins. 
Em 2021, houve uma controvérsia, pois a CONAF (do Chile) instalou uma cúpula no local, cuja parte sul é reivindicada por ambos os países.

## Montanhas
As seguintes montanhas fazem parte do cenário do local:
- Cerro Rincón
- Cerro Domo Blanco
- Monte Fitz Roy
- Monte Standhardt
- Ponto da Garça
- Morro da Torre Egger
- Cerro Torre
- Cerro Adela Norte

## Limite internacional
A fronteira argentino-chilena na área foi definida pela decisão de arbitragem de 1994 com relação à Laguna del Desierto, que passa ao norte do Circo de los Altares, estabelecendo-a como parte da única passagem chilena para o Monte Fitz Roy. O limite do sul do Monte Fitz Roy até uma zona intermediária em direção à cordilheira Cerro Torre, a oeste, foi estabelecido na seção B do acordo de 1998 referente ao campo de gelo do sul da Patagônia, com os pontos A e B tendo coordenadas exatas. O mesmo acordo estabeleceu uma área pendente de demarcação dentro da qual o local está localizado.
A cartografia argentina anterior ao acordo de 1998 e atualmente em uso naquele país reivindica a parte sul do Circo de los Altares como argentina, deixando a parte norte no Chile.
Por outro lado, a cartografia chilena anterior ao acordo de 1998 reivindica todo o local, sendo o limite internacional a cordilheira Adela até a parte que vai em direção ao Fitz Roy.
Na ata de 1º de outubro de 1898, o especialista chileno Diego Barros Arana e o argentino Francisco Pascasio Moreno concordaram com a definição do limite na área do campo de gelo do sul da Patagônia, que foi definido com base nos seguintes marcos montanhosos e sua continuidade natural: Fitz Roy, Torre, Huemul, Campana, Agassiz, Heim, Mayo e Stokes. O Circo de los Altares fica a oeste dessa linha definida por ambos os especialistas, sendo considerado como território chileno de acordo com o layout.